# Нововасилівка (Вознесенський район)
Нововаси́лівка —  село в Україні, у Єланецькій селищній громаді Вознесенського району Миколаївської області. Населення становить 484 осіб. До 2020 року орган місцевого самоврядування — Нововасилівська сільська рада. Нововасилівка славилася своїм ярмарком, на який з'їжджалися колгоспники навколишніх сіл в радіусі до 20 км.

## Населення

### Мова
Розподіл населення за рідною мовою за даними перепису 2001 року:
| Мова       | Кількість | Відсоток |
| ---------- | --------- | -------- |
| українська | 458       | 94.63%   |
| румунська  | 18        | 3.72%    |
| російська  | 7         | 1.44%    |
| білоруська | 1         | 0.21%    |
| Усього     | 484       | 100%     |